# Миксдорф
Миксдорф (нем. Mixdorf) — община в Германии, в земле Бранденбург. 
Входит в состав района Одер-Шпре. Подчиняется управлению Шлаубеталь.   Занимает площадь 13,03 км².

## Население
| Год  | Население |
| ---- | --------- |
| 1990 | 262       |
| 1995 | 838       |
| 2000 | 1 060     |
| 2005 | 1 020     |
| 2010 | 955       |
| 2015 | 906       |
| 2020 | 914       |